# Căciulata (Maros megye)
Căciulata falu Romániában, Maros megyében.

## Története
Mezőrücs község része. A trianoni békeszerződésig Maros-Torda vármegye Marosi felső járásához tartozott.

## Népessége
2002-ben 172 lakosa volt, ebből 167 román, 3 magyar és 2 cigány nemzetiségű.

## Vallások
A falu lakói közül 165-en ortodox, 3-an görögkatolikus és 3-an református hitűek.